# Greta Seghers
Greta Seghers (Beveren, 11 februari 1942 – Sint-Niklaas, 17 augustus 2018) was een Vlaams auteur.

## Levensloop
Greta Seghers is het tweede en laatste kind van Gaston Seghers (onderwijzer te Vrasene) en Angèle Brijs (huishoudster). Haar vader wordt na de Tweede Wereldoorlog gedurende zes maanden opgesloten in het Kamp van Lokeren, en raakt zijn burgerrechten kwijt. Hij wordt tijdens een nieuw proces in 1950 vrijgesproken, krijgt zijn burgerrechten terug en wordt in zijn ambt hersteld.
Greta Seghers volgt lager onderwijs aan de katholieke meisjesschool te Vrasene van 1948 tot 1954. Van 1954 tot 1962 volgt ze eerst de Middelbare school, Grieks-Latijnse afdeling, in de O.L.V.-Presentatie te Sint-Niklaas, en daarna de Middelbare Normaalschool, afdeling Nederlands-Geschiedenis. In 1962 start ze als lerares geschiedenis aan het O.L.V.-Presentatie te Sint-Niklaas.
Ze trouwt in 1967 met Ludo De Cock en het echtpaar krijgt twee kinderen. In 1970 verhuist het gezin van Sint-Niklaas naar Vrasene.
Haar moeder overlijdt onverwacht op paasdag 1973, de aanleiding tot haar echte schrijverschap en van haar breuk met het katholicisme.

## Literair werk
Haar oeuvre is autobiografisch geïnspireerd en wordt door de schrijfster zelf omschreven als 'autobiografische fictie'. Vooral gebeurtenissen uit haar jeugd spelen een belangrijke rol in haar werk. Naast fictie schreef Greta Seghers ook essays, een biografie en artikels in diverse tijdschriften als Boelvaar Poef, De Brakke Hond, Deus ex machina, Dietsche Warande en Belfort, Diogenes, Gierik, Kreatief, Ons erfdeel, De Vlaamse Gids en Yang.
De zijpaden van het paradijs (1988) is een herwerkte versie van haar debuutroman Afkeer van Faulkner (1977).
De meeste bekendheid verwierf Seghers door haar omstreden biografie Het eigenzinnige leven van Angèle Manteau (1992), geschreven op initiatief van de uitgeefster Angèle Manteau.

## Onderscheidingen
- Yangprijs voor het beste debuut (1977), voor Afkeer van Faulkner
- Prijs van de provincie Oost-Vlaanderen 1982-1986 (1987), voor Ontregeling en misverstand
- Premie provincie Oost-Vlaanderen voor essays, voor Wat ge leest en schrijft, dat zijt ge zelf (1988)
- Tweejaarlijkse August Beernaertprijs van KANTL (1994), voor Het eigenzinnige leven van Angèle Manteau

## Publicaties

### Fictie
- Afkeer van Faulkner, 1977
- Omtrent de man die wederkwam, 1978
- Het blauwe meisje en de andere kleuren van de verschrikking, 1980
- Ontregeling en misverstand: kroniek van een familie (1860-1977), 1983
- De zijpaden van het paradijs, 1988 (Grote Marnixpocket, vol. 349)
- Een dunne wand: roman in fragmenten, 1994
- Jefta's dochter: kroniek van een nachtmerrie, 1997
- In liefdes naam, 2001
- De opdrachtgeefster: een zedenschets, 2004
- Memoriaal van de weduwe: over de terreur van de liefde, 2008

### Non-fictie
- Wat ge leest en schrijft, dat zijt ge zelf, 1985
- Hoe moordend is mijn school: over de dwaalwegen van de opvoedkunde, 1990 (Grote Marnixpocket, vol. 392)
- Het eigenzinnige leven van Angèle Manteau, 1992

### Verhalen
- Hugo Bousset, Een uur stilte a.u.b.: 28 Vlaamse verhalen na 1965, 1988
- Luc Coorevits, Cahier d'amour: liefdesbrieven, 1994